# نهر ماتابوني
نهر ماتابوني Mattaponi River هو نهر طوله 103 كم، وهو أحد روافد نهر يورك الذي يصب في شرق ولاية فرجينيا في الولايات المتحدة الأمريكية. 
يتكون من أربعة أنهر صغرى وتكونه في مقاطعة سبوتسيلفانيا، ومن أسماء هذه الأنهر الصغرى ينشأ اسمه وهي:
-	نهر مات ونهر تا ينضمان في مقاطعة سبوتسيلفانيا ويكونا نهر ماتا.
-	نهر بو ونهر ني ينضمان في مقاطعة كارولين ويكونا نهر بوني.
ويلتقي نهرا ماتا وبوني لييكونا نهر ماتابوني. ويلتقي هو نفسه بنهر بامونكي ليشكلا نهر يورك.
‌